# R-2
L'R-2 (conosciuto in Occidente con il nome in codice NATO di SS-2 Sibling) è un missile balistico sovietico sviluppato a partire dal quasi contemporaneo R-1 (copia del razzo V2 tedesco) tra la fine degli anni quaranta e l'inizio degli anni cinquanta. Entrato in servizio nel 1952, venne ritirato nel 1953 e sostituito con i più perfezionati SS-3 Shyster. Fino al 1962, comunque, venne impiegato per effettuare ricerche scientifiche sugli strati più alti dell'atmosfera.

## Sviluppo
Lo sviluppo del missile R-2 venne portato avanti dall'OKB-1 di Sergej Pavlovič Korolëv a partire dal 1947. Si trattava di un sistema d'arma che fu progettato quasi parallelamente all'R-1 (che entrerà poi in servizio con il nome in codice NATO di SS-1 Scunner), da cui in pratica deriva. Korolëv intendeva realizzare un missile che avesse una gittata doppia rispetto alla V-2, ed in pratica si limitò ad aumentare le dimensioni e la potenza del motore. L'R-2 era in competizione con un altro sistema, il G-1 di Helmut Gröttrup, che nel 1948 una commissione di esperti giudicò migliore. A questo punto, Korolëv fu costretto a rivedere il progetto, e ad implementare alcune delle soluzioni del G-1 (come l'utilizzo di un serbatoio integrato per il carburante, oltre che a sviluppare un sistema di puntamento migliore). Il risultato fu che la commissione cambiò la sua valutazione iniziale, giudicando migliore l'R-2.
Quindi, il 21 settembre 1949, presero ufficialmente il via i test ufficiali del nuovo sistema. Quattro giorni dopo, il missile effettuava con successo il suo primo volo dal poligono di Kapustin Yar. Le valutazioni si conclusero positivamente nel luglio 1951: il 27 novembre successivo, i militari accettarono il sistema, e tre giorni dopo un decreto ne ordinava la produzione in serie presso lo stabilimento 586 di Dnepropetrovsk. Il primo lancio di un esemplare militare di serie avvenne nel 1952.
L'ingresso in servizio si può far risalire al primo giugno 1952, quando vennero costituite le prime due brigate operative (la 54ª e la 56ª).

## Tecnica
L'R-2 era tecnicamente piuttosto simile al quasi contemporaneo R-1, ma aveva diverse migliorie. Infatti, oltre ad avere un'autonomia che era quasi il doppio, era in grado di essere equipaggiato anche con una testata radiologica, decisamente più pericolosa di una convenzionale. Questa testata, che era stata progettata appositamente, disperdeva del liquido radioattivo ad alta quota, causando così una sorta di pioggia radioattiva nei pressi dell'area dell'impatto.
Il peso massimo della testata (che era separabile) raggiungeva i 1.500 kg circa. Il motore era un RD-101, progettato da Valentin Petrovič Gluško (lo stesso che aveva elaborato l'RD-100 dell'R-1).
Un'altra differenza consisteva nel carburante utilizzato. Infatti, la potenza complessiva venne aumentata riducendo la quantità di acqua che veniva pompata all'interno del serbatoio insieme all'alcool (la percentuale era dell'8%, contro il 15% dell'R-1). Inoltre, al posto dell'alcool etilico, sul Sibling si utilizzò quello metilico: la soluzione aveva il vantaggio di evitare che gli inservienti addetti al lancio bevessero il combustibile del razzo.

## Varianti
L'R-2/SS-2 non venne utilizzato solo per scopi militari, ma anche in campo civile per effettuare ricerche. In particolare, oltre alla versione utilizzata dalle forze armate, ve ne furono altre tre.
- R-2E: si tratta del prototipo del missile (la lettera E, infatti, sta per Experimental'naya, ovvero sperimentale), che utilizzava soluzioni sia dell'R-1 sia dell'R-2. In particolare, su questo modello furono provate la testata separabile ed il serbatoio integrale. Ne vennero lanciati 5, di cui 2 falliti.
- R-2R: variante utilizzata per la prova dei sistemi di controllo radio per l'SS-3. Si conosce un solo lancio, il primo gennaio 1955. Non è chiaro però se la denominazione sia riferita ad una variante specifica, oppure semplicemente a degli R-2A con questo tipo di carico.
- R-2A: si tratta della variante sperimentale più diffusa, con ben 47 lanci, tutti riusciti. Gli R-2A furono ampiamente utilizzati per effettuare studi sull'atmosfera, la ionosfera ed i raggi ultravioletti. Inoltre, vennero imbarcati anche animali vivi (conigli e topi). La quota a cui vennero effettuate le ricerche fu di 150-200 km, con un massimo raggiunto di 212 km. Si trattava di un apogeo doppio rispetto a quello dell'R-1.

## Utilizzo
Gli SS-2 entrarono in servizio nelle forze armate sovietiche nel 1952, inquadrati in brigate missilistiche. Ogni brigata era su sei lanciatori.
I missili utilizzavano un complesso mobile per l'impiego campale, progettato da Bramin. Questo era in grado di essere utilizzato sia sugli Scunner, sia sui Sibling.
Per l'impiego campale, ogni missile necessitava di sei ore di preparativi al lancio, con un impiego di undici uomini. La programmazione del sistema di guida richiedeva un quarto d'ora. Una volta approntato per il lancio, un SS-2 poteva rimanere in stato di allerta per ventiquattro ore. Poi il carburante doveva essere rimosso.
Il missile era in grado di essere lanciato a temperature comprese tra i -40 ed i +50 °C, con il vento alla velocità di 15 m/s.
Nel 1953, gli SS-2 furono ritirati dal servizio con le forze armate, e sostituiti dai più perfezionati SS-3, che tra l'altro erano in grado di imbarcare una testata nucleare.
Tuttavia, l'Unione Sovietica continuò ad utilizzare gli SS-2 per scopi sperimentali e di ricerca, riguardanti in particolare gli strati alti dell'atmosfera e l'astronomia. A bordo degli R-2 furono sistemati anche animali vivi. L'ultimo lancio sperimentale ebbe luogo il 21 maggio 1962.

## Gli R-2 in Cina
I missili R-2 hanno avuto un ruolo determinante nello sviluppo della missilistica cinese. Infatti, il 15 ottobre 1957, Unione Sovietica e Cina siglarono un accordo, con il quale i sovietici si impegnavano a fornire all'alleato il prototipo di una bomba atomica e due SS-2, con la relativa documentazione e gli specialisti necessari ad approntare una linea di produzione. La licenza di produzione venne concessa il 6 dicembre successivo.
Il 24 dicembre, un battaglione dell'esercito sovietico con due R-2 giunse via treno a Pechino, ed in assoluta segretezza vennero trasferiti all'interno della Quinta Accademia. Qui, nel settembre 1958, furono avviati i piani per lo sviluppo dei missili Dong Feng, di produzione nazionale.
Tuttavia, nell'agosto 1960, in seguito alla rottura tra i due Paesi, tutti i 1.343 specialisti sovietici lasciarono la Cina. Il 1º settembre, un R-2 costruito in Unione Sovietica ma con propellente cinese venne lanciato con successo dal poligono di Jiuquan (la cui costruzione era iniziata nel 1956).
Anche se non fu mai immesso in servizio, comunque, i progetti dell'R-2 fornirono le basi della missilistica cinese.